# 大船渡魚市場前站
大船渡魚市場前站（日语：／ Ōfunato Uoichiba mae eki */?）是位於岩手縣大船渡市大船渡町字永澤34番2號，東日本旅客鐵道（JR東日本）的大船渡線BRT巴士站。
大船渡線氣仙沼站至盛站之間的鐵路服務於2020年4月1日廢止。此巴士站是在BRT化以後才設置，因此不是鐵路車站，此巴士站不會計算在JR東日本車站數目內。本站啟用時，於「JR時間表」和「JTB時間表」中，此站是臨時車站，並以「（臨）」作為標記。

## 歷史
- 2015年（平成27年）12月5日：巴士站啟用[1][2]。
- 2016年（平成28年）3月26日：設定營業距離[3]。

## 巴士站構造
巴士站於專用道路上。巴士站設有上蓋和長椅。專用道路只有1條行車線，因此上下行班次不可同時到發。

## 使用狀況
根據「JR東日本」，2019年度（令和元年度）1日平均乘車人次為6人。
| 乘車人次變化       | 乘車人次變化     | 乘車人次變化   |
| 年度               | 1日平均 乘車人次 | 參考資料       |
| ------------------ | ---------------- | -------------- |
| 2015年（平成27年） | 8                | [ 利用客数 2 ] |
| 2016年（平成28年） | 10               | [ 利用客数 3 ] |
| 2017年（平成29年） | 10               | [ 利用客数 4 ] |
| 2018年（平成30年） | 11               | [ 利用客数 5 ] |
| 2019年（令和元年） | 6                | [ 利用客数 1 ] |

## 巴士站周邊
- 大船渡市魚市場
- 縣道230號丸森權現堂線（日语：岩手県道230号丸森権現堂線）
- 國道45號
- 三陸自動車道（大船渡三陸道路）
- 大船渡市立大船渡小學
- 大船渡市立大船渡中學（日语：大船渡市立大船渡中学校）
- 聖安德烈斯公園

## 相鄰巴士站
東日本旅客鐵道（JR東日本）
■大船渡線BRT
□快速、■普通
下船渡－大船渡魚市場前－大船渡

## 注腳

### 使用狀況
1. 1 2  . 東日本旅客鐵道.   [2020-07-19]. （原始内容存档于2021-01-10） （日语）.
2. ↑  . 東日本旅客鐵道.   [2018-03-30]. （原始内容存档于2020-06-02） （日语）.
3. ↑  . 東日本旅客鐵道.   [2017-07-11]. （原始内容存档于2020-06-02） （日语）.
4. ↑  . 東日本旅客鐵道.   [2019-02-15]. （原始内容存档于2020-08-11） （日语）.
5. ↑  . 東日本旅客鐵道.   [2019-07-24]. （原始内容存档于2020-05-15） （日语）.

## 外部連結
- 車站資訊（大船渡魚市場前）：東日本旅客鐵道（日語）